# Ingrid Lempereur
Ingrid Lempereur (* 26. Juni 1969 in Messancy, belgische Provinz Luxemburg) ist eine ehemalige belgische Schwimmerin. Bei den Olympischen Sommerspielen 1984 in Los Angeles gewann sie über 200 Meter Brust die Bronzemedaille. 1987 wurde sie zur belgischen Sportlerin des Jahres gewählt.